# Masters de Montecarlo 1997
El Masters de Montecarlo 1997 fue un torneo de tenis masculino jugado sobre tierra batida. Fue la 91.ª edición de este torneo. Se celebró entre el 21 y el 27 de abril de 1997.

## Campeones

### Individuales
Marcelo Ríos vence a  Àlex Corretja, 6–4, 6–3, 6–3.

### Dobles
Donald Johnson /  Francisco Montana vencen a  Paul Haarhuis /  Jacco Eltingh, 7–6, 2–6, 7–6.